# Прозоровский, Николай Петрович
Николай Петрович Прозоровский (настоящая фамилия — Бржезицкий-Прозоровский, 12 мая 1905, Киевская губерния — 9 ноября 1935, Москва) — советский актёр и режиссёр.

## Биография
В 1920 году служил в Красной армии рядовым, был ординарцем будущего дипломата и «невозвращенца» А. Бармина.
Занимался в студии при Третьей фабрике Госкино (преподаватель — А. Дикий).
С 1924 года — актёр различных киностудий страны. Был ассистентом режиссёра в фильмах Ю. В. Тарича «Ненависть» (1930) и «Высота 88.5» (1931).
Известен исполнением роли Печорина в трилогии «Герой нашего времени» («Бэла», «Максим Максимыч», «Тамань») (реж. В. Барский). Критики расходятся в оценке как качества фильмов в целом, так и игры Прозоровского:

Достоинство серии — в правильном подходе к образу Печорина. Актёр Н. Прозоровский, как отмечала газета «Правда», играл Печорина «с романтическим увлечением».— «Советский экран»

Исполнитель главной роли Н. Прозоровский не лишён способностей и обаяния, но играет он не Печорина.— «Литературная Грузия»
Согласно воспоминаниям А. Бармина, актёр был женат и покончил жизнь самоубийством. Похоронен на Новодевичьем кладбище.

## Фильмография
| №  | Название фильма          | Год  |
| -- | ------------------------ | ---- |
| 1  | Его призыв               | 1925 |
| 2  | Процесс о трёх миллионах | 1926 |
| 3  | Крылья холопа            | 1926 |
| 4  | Княжна Мери              | 1926 |
| 5  | Бэла                     | 1927 |
| 6  | Максим Максимыч          | 1927 |
| 7  | Капитанская дочка        | 1928 |
| 8  | Стеклянный глаз          | 1928 |
| 9  | До завтра                | 1929 |
| 10 | Ледяная судьба           | 1929 |
| 11 | Ненависть                | 1930 |
| 12 | Высота 88,5              | 1931 |
| 13 | Беглецы                  | 1932 |
| 14 | Большая игра             | 1934 |
| 15 | Путь корабля             | 1935 |